# Chimäre (Paläontologie)
Als Chimäre werden in der modernen Paläontologie verfälschte Fossilien von Tieren bezeichnet, die ein prähistorisches Tier vorspiegeln, das es in dieser Form nicht gegeben hat. Es handelt sich dabei um zusammengesetzte, aus nicht zusammengehörigen, jeweils echten Teilfunden montierte vermeintliche Fossilien, um ein vollständigeres, selteneres und damit wirtschaftlich wertvolleres Exemplar zum Verkauf zu erzeugen.

## Beispiele
Das bekannteste Beispiel ist der 1999 entdeckte Archaeoraptor aus der Provinz Liaoning in Nordostchina, der als Bindeglied zwischen Vögeln und Dinosauriern angesehen wurde. Der National Geographic machte den vermeintlichen Sensationsfund publik. Es stellte sich jedoch heraus, dass jemand den Körper des fischfressenden Yanornis martini mit den Schwanzfedern eines Microraptor zhaoianus-Dinosauriers verbunden hatte.
Eine wissenschaftliche Kontroverse entspann sich um die zweifelhafte Echtheit eines Schädels des sogenannten „Urgeparden“ (Acinonyx kurteni), der aus dem Linxia-Becken in der Provinz Gansu, China, stammen soll. Inzwischen ist auch hier die Fälschung, durch Untersuchung des Originalfossils, nachgewiesen worden, die ursprüngliche Veröffentlichung in der Zeitschrift PNAS wurde zurückgezogen.

## Situation in China
Zweifelhafte Funde stammen oft aus der Volksrepublik China. Die Machart chinesischer Duplikate ist oft von so hoher Qualität, dass oft nur aufwendige Laboranalysen Aufschluss bringen können, ob es sich um echte Funde oder Reproduktionen handelt. In China herrscht ein reger Markt für Kompositfossilien. Viele lokale Museen trumpfen immer wieder mit vermeintlichen Neuentdeckungen auf, deren Echtheit oft nicht klar nachgewiesen werden kann. Der vom Science Magazin zitierte chinesische Wirbeltier-Paläontologe Li Chun schätzt, dass 80 Prozent aller Meeressaurier, die in chinesischen Museen derzeit ausgestellt sind, manipuliert oder gar konstruiert wurden. Durch diese Tatsache ringen auch westliche, angesehene, wissenschaftliche Institutionen vermehrt um ihre eigene Glaubwürdigkeit, da immer wieder einzelne nicht gesicherte Objekte ihren Weg in deren Sammlungen finden.